# 下加利福尼亞半島

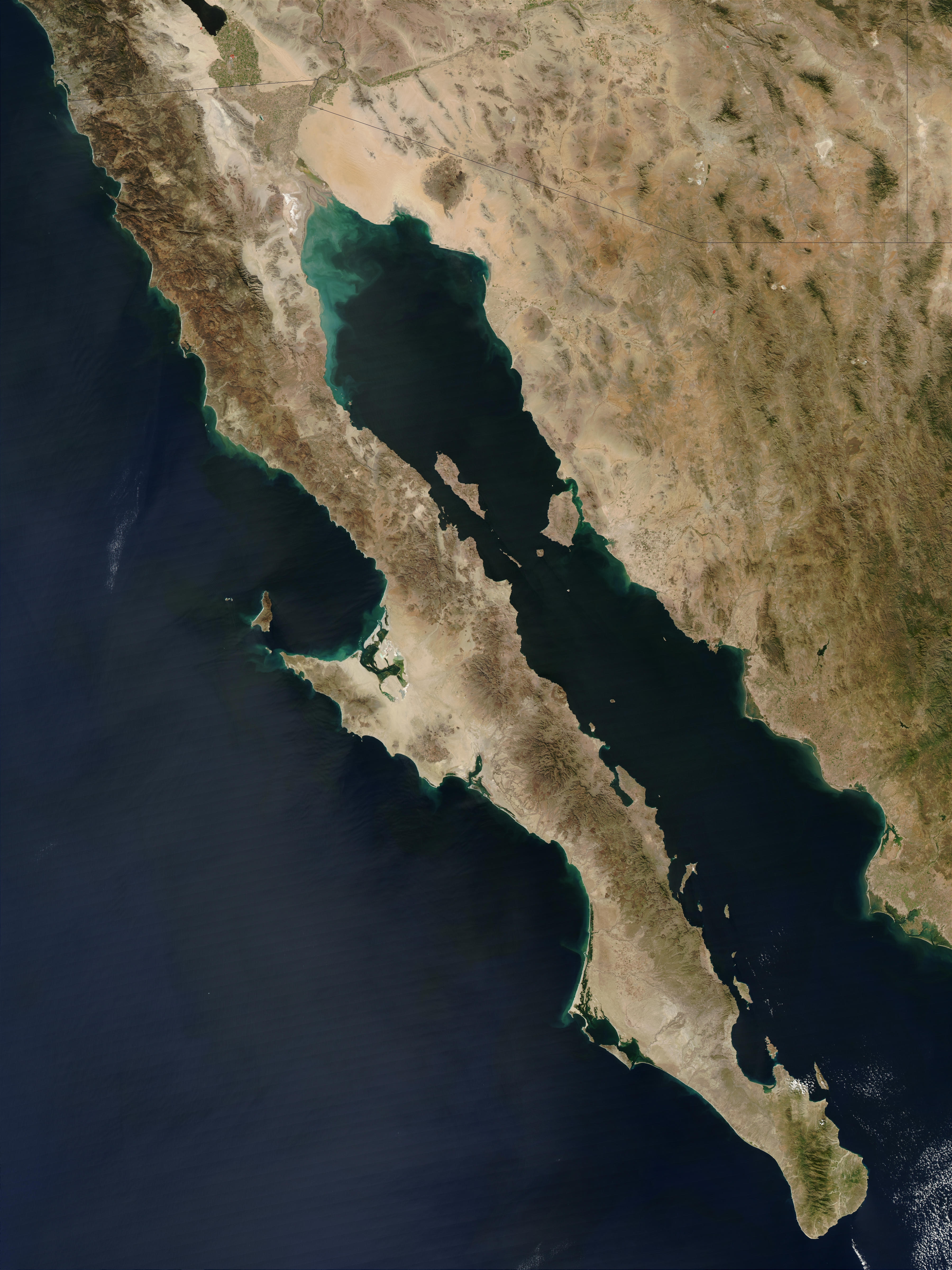
下加利福尼亞半島衛星照片

下加利福尼亞半島位於墨西哥西部，從北端的蒂華納到南端的聖盧卡角，全長1250公里，把太平洋與加利福尼亞灣分隔開來，政治上分為下加利福尼亞州和南下加利福尼亞州。

## 相關內容
- 加利福尼亞島